# 1116 Катріона
1116 Катріона (1116 Catriona) — астероїд головного поясу, відкритий 5 квітня 1929 року.
Тіссеранів параметр щодо Юпітера — 3,179.